# Yvonne Jeanne
Pour les articles homonymes, voir Jeanne.
Yvonne Solange Huguette Jeanne est une nageuse française née le 14 juillet 1910 dans le 18e arrondissement de Paris et morte le 22 septembre 1996 à Bayeux, spécialisée en brasse. 

## Biographie
Yvonne Jeanne est sacrée championne de France de natation sur 200 m brasse en 1929.
Elle est la mère de l'escrimeur Jacques Dimont, et la belle-mère de la nageuse Danièle Dorléans.
Elle est secrétaire puis journaliste en 1934 au Petit Parisien, à Match l'intran, au Figaro et à L'Équipe.